# Min flicka i vapenrock
Min flicka i vapenrock (engelska: For Me and My Gal) är en amerikansk musikalfilm från 1942 i regi av Busby Berkeley. Filmens handling är inspirerad av den verkliga historien om vaudevilleaktörerna Harry Palmer och Jo Hayden, då Palmer blev inkallad att tjänstgöra i första världskriget. I huvudrollerna ses Judy Garland, Gene Kelly och George Murphy.

## Rollista i urval
- Judy Garland - Jo Hayden
- Gene Kelly - Harry Palmer
- George Murphy - Jimmy K. Metcalf
- Martha Eggerth - Eve Minard, sångare
- Ben Blue - Sid Simms
- Stephen McNally - Mr. Waring, chef på Palace Theatre
- Richard Quine - Danny Hayden, Jos bror (ej krediterad)
- Keenan Wynn - Eddie Milton, teateragent (ej krediterad)
- Lucille Norman - Lily Duncan (ej krediterad)

## Musik i filmen i urval
- "Oh, You Beautiful Doll", musik av Nat D. Ayer, text av A. Seymour Brown & Roger Edens, framförd av George Murphy & Judy Garland
- "For Me and My Gal", musik och text av George W. Meyer, Edgar Leslie & E. Ray Goetz, framförd av Gene Kelly & Judy Garland
- "When You Wore a Tulip and I Wore a Big Red Rose", musik av Percy Wenrich, text av Jack Mahoney, framförd av Kelly & Garland
- "After You've Gone", musik av Turner Layton, text av Henry Creamer, framförd av Judy Garland.
- "Ballin' the Jack", musik av Chris Smith, text av Jim Burris, framförd av Kelly & Garland.
- "Till We Meet Again", musik av Richard A. Whiting, text av Raymond B. Egan, framförd av Eggerth & ensemblen
- Filmen innehåller också bitar av sånger som var populära under första världskriget, däribland "By the Beautiful Sea", "There's a Long, Long Trail", "How Ya Gonna Keep 'em Down on the Farm (After They've Seen Paree)?", "Where Do We Go from Here, Boys", "It's a Long Way to Tipperary", "Good Bye Broadway, Hello France", "(There are) Smiles (That Make Us Happy)", "Oh! Frenchy", "When Johnny Comes Marching Home Again" och "Pack Up Your Troubles in Your Old Kit-Bag, and Smile, Smile, Smile".